# Джон Колтрейн
Джон Уилям Колтрейн (на английски: John William Coltrane) е джаз саксофонист и композитор, роден в САЩ. За последните 10 години от живота си записва десетки албуми, много от които са издадени едва след смъртта му.
Музиката и творчеството на Колтрейн оказват огромно влияние върху развитието на джаза – както традиционния, така и авангардния, и служат като вдъхновение за много други изпълнители, в това число и рок музиканти, като Джими Хендрикс, Карлос Сантана, Дорс, Джери Гарсия, Рейдиохед и U2.
Като млад свири с Майлс Дейвис, друга водеща фигура в джаза на XX век, както и с пианиста Телониъс Монк.
Едно от най-известните му изпълнения е „Моите любими неща“ („My favorite things“) от едноименния албум, както и сюитата ''A Love Supreme'', записана през 1964 година.
През 1990 година излиза документален филм за него, озаглавен „The World According to John Coltrane“ (буквално „Светът според Джон Колтрейн“).
Умира през 1967 година от рак на черния дроб, вероятно следствие от прекомерната употреба на алкохол и хероин през 1940-те и 1950-те.
Вдовицата му Алис Колтрейн, джазова пианистка, умира през 2007. Имат три деца: Джон Колтрейн младши (1964–1982), басист; Рави Колтрейн (кръстен на известния индийски композитор Рави Шанкар) (р. 1965), джазов саксофонист; Оран Колтрейн (р. 1967), саксофонист, китарист, барабанист и певец.

## Избрана дискография

### Prestige и Blue Note Records
- Coltrane (debut solo LP; 1957)
- Blue Train (1958)
- John Coltrane with the Red Garland Trio (1958)
- Soultrane (1958)

### Atlantic Records
- Giant Steps  (1960)
- Coltrane Jazz (1961)
- My Favorite Things (1961)
- Olé Coltrane (1961)

### Impulse! Records
- Africa/Brass  (1961)
- Live! at the Village Vanguard  (1962)
- Coltrane (1962)
- Duke Ellington & John Coltrane (1963)
- Ballads (1963)
- John Coltrane and Johnny Hartman (1963)
- Impressions (1963)
- Live at Birdland (1964)
- Crescent (1964)
- A Love Supreme (1965)
- The John Coltrane Quartet Plays (1965)
- Ascension (1966)
- New Thing at Newport (1966)
- Meditations (1966)
- Live at the Village Vanguard Again! (1966)
- Kulu Sé Mama (1967)
- Expression (1967)